# Onthophagus pseudocaccobius
Onthophagus pseudocaccobius es una especie de insecto del género Onthophagus, familia Scarabaeidae, orden Coleoptera.

Fue descrita científicamente por Reitter en 1889.